# Шарна (Ардеш)
Шарна (фр. Charnas) насеље је и општина у источној Француској у региону Рона-Алпи, у департману Ардеш која припада префектури Турнон сир Рон.
По подацима из 2011. године у општини је живело 803 становника, а густина насељености је износила 148,98 становника/km². Општина се простире на површини од 5,39 km². Налази се на средњој надморској висини од 250 метара (максималној 398 m, а минималној 141 m).

## Демографија
| 1962. | 1968. | 1975. | 1982. | 1990. | 1999. | 2011. |
| ----- | ----- | ----- | ----- | ----- | ----- | ----- |
| 255   | 264   | 280   | 297   | 369   | 511   | 803   |

График промене броја становника у току последњих година